# SS Savannah
SS Savannah byla první loď poháněná parním strojem, která přeplula Atlantik. Postavena byla roku 1818 pro amerického vlastníka a svou rekordní plavbu podnikla v roce následujícím. Pod velením kapitána Moses Rogerse vyplula dne 22. května 1819 z přístavu Savannah ve státě Georgie, aby o 29 dní a 11 hodin později připlula do Liverpoolu. Stalo se tak 20. června 1819. Naprostou většinu své pionýrské plavby přitom plula pouze s použitím plachet.

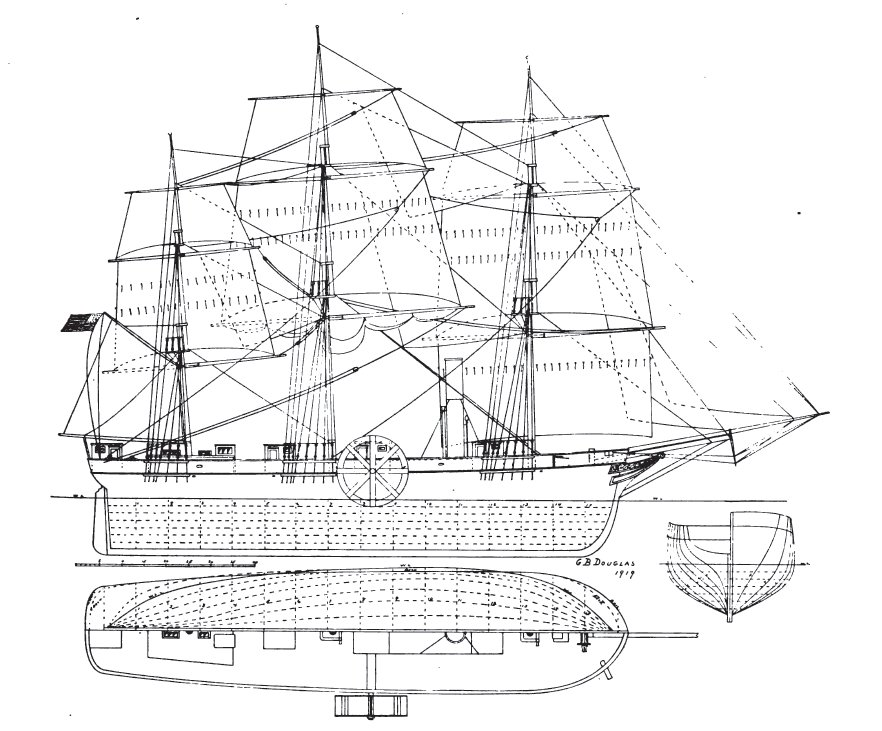
Náčrtek Savannah podle G. B. Douglase

Savannah postavila newyorská loděnice Fickett and Crocket. Byla to dvoupalubová třístěžňová plachetnice s takeláží fregaty, vybavená pomocným parním strojem o výkonu 66,2 kW. Ten poháněl velká kolesa na obou bocích trupu. Lopatková kola měla průměr 4,9 metru, lopatka byla 1,42 metru dlouhá a 83 centimetrů široká.
Pomocný parní pohon nebyl nakonec komerčně úspěšný a proto byl ze Savannah brzy po návratu z Evropy demontován. Loď pak sloužila jako čistá plachetnice až do 5. listopadu 1821, kdy ztroskotala poblíž Long Islandu.